# Spectre soyeux II
Laurie Juspeczyk, dite le Spectre soyeux II (Silk Spectre en anglais) est un des personnages du comics Watchmen d'Alan Moore. Dans l'édition française du roman graphique, elle donne son nom au tome 5 (Laurie, 1988) qui regroupe les chapitres 9 et 10.

## Histoire
Laurie Juspeczyk naît en 1949, à la suite d'une liaison adultérine entre sa mère Sally Jupiter, le premier Spectre soyeux, et son ancien coéquipier et ancien violeur, Edward Blake, alias Le Comédien. Sa mère divorce rapidement après sa naissance, et élève seule la petite fille sans lui révéler l'identité de son père. Elle la pousse à suivre sa trace et à devenir justicière, et ce rêve se réalise lors de la fondation de l'équipe des Watchmen en 1966. Laurie y rencontre Jonathan « Jon » Osterman, alias Docteur Manhattan, être aux pouvoirs quasi-divins. Celui-ci quitte alors sa compagne précédente pour entamer une relation avec Laurie.
En 1977, les activités des justiciers sont interdites, et l'équipe des Watchmen est dissoute. Jon et Laurie habitent alors dans un « appartement-laboratoire » financé par l'État, pour faciliter les recherches scientifiques de Jon.
En 1985, le Comédien est assassiné ; cette mort marque le début de l'intrigue de la bande dessinée Watchmen.  Laurie quitte Jon et commence une relation avec son ex-collègue Dan Dreiberg alias le Hibou II, tandis que Jon quitte la terre pour Mars. Laurie reprend son activité de justicière aux côtés du Hibou II avec lequel elle libère leur ancien coéquipier Rorschach, tombé dans un guet-apens de la police alors qu'il enquêtait sur le meurtre du Comédien. Jon réapparaît alors et emmène Laurie sur Mars. Ils y tiennent une conversation au cours de laquelle Laurie revisite son passé et réalise qu'elle est la fille du Comédien, et Jon décide de revenir sur Terre avec elle. Laurie découvre le massacre des habitants de New York perpétré par Adrian Veidt, alias Ozymandias, qui espère mettre fin au risque d'apocalypse nucléaire en agitant une fausse menace extra-terrestre. Jon et Laurie se rendent dans la base antarctique d'Adrian, où Laurie lui tire dessus après qu'il a tenté d'éliminer Jon — les deux hommes survivent. L'épilogue voit Laurie et Dan poursuivre leur vie de couple incognito dans le monde en paix créé par l'acte d'Ozymandias.

## Adaptations
Le Spectre soyeux II est interprété par Malin Åkerman dans le film Watchmen : Les Gardiens réalisé par Zack Snyder et sorti en 2009.
C'est Jean Smart qui l'incarne dans la série télévisée Watchmen sortie en 2019. Elle porte alors le nom de Laurie Blake (le patronyme de son père).

## AvantWatchmen
Sa jeunesse et sa relation tumultueuse avec sa mère sont racontées dans le recueil qui lui est consacré.